# Valiente (luchador)
Valiente (30 de mayo de 1974) es un luchador enmascarado mexicano, trabaja en el CMLL. Su nombre de pila no es de dominio público al ser un luchador enmascarado. Ganó los torneos Reyes del Aire de 2008 y 2012 y es ex campeón nacional mexicano de peso welter y mundial de tríos del CMLL.

## Vida personal
Alrededor de 2009, algunos miembros de la familia de Valiente le pidieron permiso para usar su nombre de ring, lo cual no es raro en la lucha libre. Estos luchadores enmascarados, llamados Valiente Jr. e Hijo de Valiente, no obtuvieron mucho éxito, por lo que Valiente retomó el nombre. Sus hijos también lo siguieron en la lucha libre profesional: su hija Hera debutó en 2019, su hijo Valiente Jr. debutó en 2020 y otra hija Miss Olympia debutó en 2022.

## Trayectoria

### Récord de Luchas de Apuestas
| Ganador (apuesta)  | Perdedor (apuesta)        | Ubicación                      | Evento         | Fecha               | Notas |
| ------------------ | ------------------------- | ------------------------------ | -------------- | ------------------- | ----- |
| Valiente (máscara) | Explosión 2000 (máscara)  | Aguascalientes, Aguascalientes | Evento en vivo | 11 de enero de 2007 |       |
| Valiente (máscara) | Sergio Romo Jr. (cabello) | Monterrey, Nuevo León          | Evento en vivo | 12 de marzo de 2008 |       |

## Consejo Mundial de Lucha Libre (2005-presente)
En 2005, Valiente comenzó a trabajar para el Consejo Mundial de Lucha Libre.  Sus entrenadores fueron el Hijo del Gladiador y Guerrero del Futuro. Valiente trabajó como luchador de nivel bajo a medio Valiente participó en el torneo Reyes del Aire 2006, desafortunadamente fue el primer luchador eliminado. Valiente también participó en los Reyes del Aire en 2007, eliminando a Super Nova, antes de ser eliminado él mismo. Valiente también se ganó un lugar en el show de aniversario de ese año, haciendo equipo con Métalico y Stuka Jr. para derrotar a Los Infernales ( Euforia y Nosferatu ) y Loco Max, con Valiente haciendo el pin ganador sobre Euforia.